# Верхоленские буряты
Верхоле́нские буря́ты (бур. Зγлхын буряадууд) — этнотерриториальная группа в составе бурятского народа. Расселены в Иркутской области в долинах верховьев Лены и её притоков, а также в долинах верховьев Куды и Мурина.

## Родолеменной состав
В состав верхоленских бурят входят такие малые племена (роды), как шоно, хэнгэлдэр, абазай, олзон, баяндай, худагсаган, хадалай, бура, хамнагадай, бахай (вкл. баахай дайнша, баахай харамалгай), хойбо, нэхэлэй, содо, хэрмэ (хэрмэшин, кырма), булуй, балтагай, басай, харятай, хурай, эмхэнуд, алагуй, хухурдой, миндалхай, хурхуд, харануд, саган, хоридой, нагатай, галзуд, нохойуруг, хуацай, шарайд, сэгэнуд, тугуд, хайтал, торгоуд, боронуд, зунги, булга уруг, булгадай, минган (мингараг), алаг, богол, нетун, согол, оторши (оторчин), эрен дэглэй (эрэн дэглэй), лавхай, сазагай, дарбай, сойот. В состав буровских административных родов входили племена буура (бура), булюу (булю ураг, булуй), минган (мингараг), абхай, хойбо, сохранявшие общую идентичность как баруун буураhууд. В числе родов, проживавших в Верхоленском крае, М. Н. Богдановым также упоминаются хонгодор, тутур, очеул, кулен.
Большинство верхоленских бурят принадлежит к большому племени эхиритов. Присутствуют булагатские роды. Встречаются роды, по традиции относимые к хори-бурятам, но, по собственным преданиям, некоторые из них вышли из Джунгарии. Отмечаются также осколки племён ойратского и монгольского происхождения.